# Povstání tří vazalů
Povstání tří vazalů (čínsky pchin-jinem sānfān zhīluàn, znaky zjednodušené 三藩之乱, tradiční 三藩之亂) v letech 1673–1681 byla vzpoura tří mocných vazalů říše Čching proti ústřední vládě. Proti vládě čchingského císaře Kchang-siho povstali jeho vazalové Wu San-kuej (zemřel roku 1678, poté jeho území zdědil Wu Š’-fan) ovládající Jün-nan a okolní provincie, Keng Ťing-čung vládnoucí v Kuang-tungu a Šang Č’-sin z Fu-ťienu, ke kterým se připojil mingský loajalista na Tchaj-wanu Čeng Ťing.
Říše Čching v letech 1644–1662 dobyla mingskou Čínu s významnou pomocí přeběhlých čínských vojevůdců. Tři z nich za odměnu jmenovala knížaty a generálními guvernéry jihočínských provincií, kde vládli s velkou mírou autonomie. Kontrolu nad provincií Fu-ťien takto získal generál Keng Ťi-mao, po jeho smrti roku 1671 ji zdědil jeho syn Keng Ťing-čung. Provincie Kuang-tung a přilehlé oblasti Kuang-si přešly pod správu Šang Kche-siho. Generálu Wu San-kuejovi se dostalo kontroly nad Jün-nanem a přilehlými regiony provincie Kuej-čou, prostřednictvím osobně věrných čínských generálů kontroloval i provincie Kuang-si, Šen-su a Kan-si a měl silný vliv v S’-čchuanu.
Roku 1673 se čchingský císař pokusil tři vazaly zbavit moci, Wu San-kuej v prosinci 1673 reagoval otevřenou vzpourou, a roku 1674 tažením do provincie Chu-kuang. Ke vzpouře se připojil i Keng Ťing-čung, nezávislý vládce Tchaj-wanu Čeng Ťing a roku 1676 Šang Č’-sin, který nastoupil po Šang Kche-sim v Kuang-tungu.
Po počátečních neúspěších se čchingským armádám podařilo stabilizovat frontu a zahájit protiútok. Boje pokračovaly několik let se střídavými úspěchy, postupně se však prosazovala převaha čchingské armády a v letech 1679–1681 bylo povstání zlikvidováno.